# Kīābān
Kīābān (persiska: کیابان) är en ort i Iran.   Den ligger i provinsen Gilan, i den nordvästra delen av landet, 250 km nordväst om huvudstaden Teheran. Kīābān ligger 9 meter över havet och antalet invånare är 505.
Terrängen runt Kīābān är platt.Runt Kīābān är det ganska tätbefolkat, med 111 invånare per kvadratkilometer. Närmaste större samhälle är Rasht, 19,9 km öster om Kīābān. Trakten runt Kīābān består till största delen av jordbruksmark.